# Wolfgang Sowa

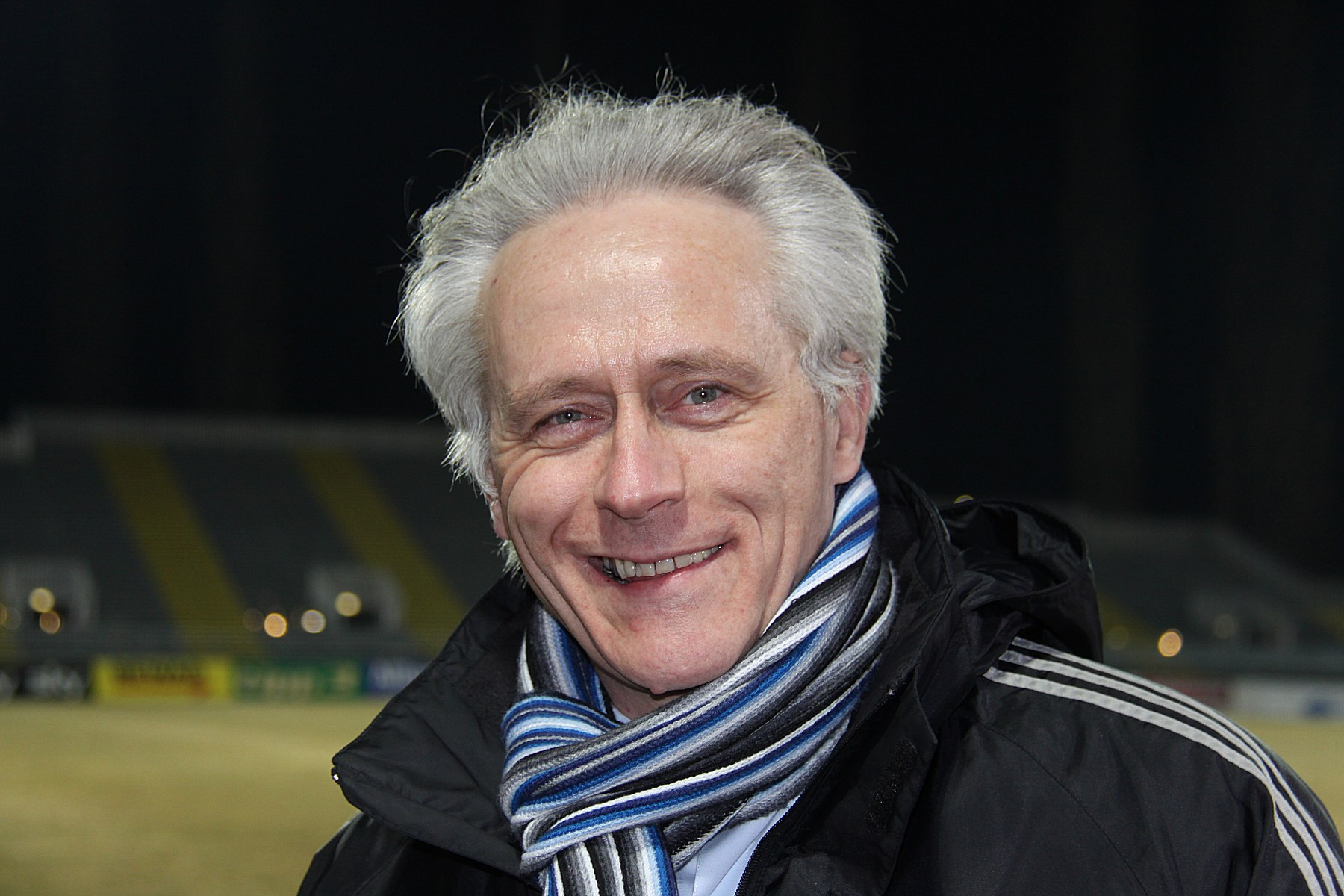
Wolfgang Sowa

Wolfgang Sowa (Wenen, 29 juni 1960) is een voormalig voetbalscheidsrechter uit Oostenrijk, die actief was op het hoogste niveau. Hij was FIFA-scheidsrechter van 1998 tot en met 2005, en leidde in die hoedanigheid onder meer vriendschappelijke interlands. Sowa leidde op 1 juni 2005 de finale van de strijd om de Oostenrijkse voetbalbeker tussen Austria Wien en Rapid Wien (3-1).

## Interlands
| Datum      | Plaats        | Wedstrijd            | Uitslag | Competitie        | Kreeg geel | Kreeg voor de tweede keer geel en dus rood | Weggestuurd |
| ---------- | ------------- | -------------------- | ------- | ----------------- | ---------- | ------------------------------------------ | ----------- |
| 18-09-1999 | Boedapest     | Hongarije – Moldavië | 1 – 1   | Vriendschappelijk | 5          | 0                                          | 0           |
| 27-03-2002 | Luxemburg     | Luxemburg – Letland  | 0 – 3   | Vriendschappelijk | 0          | 0                                          | 0           |
| 20-11-2002 | Boedapest     | Hongarije – Moldavië | 1 – 1   | Vriendschappelijk | 1          | 0                                          | 0           |
| 20-08-2003 | Murska Sobota | Slovenië – Hongarije | 2 – 1   | Vriendschappelijk | 0          | 1                                          | 0           |